# Главпроект
Главпроект е проектантска организация в София, България, имала силни позиции в строителното проектиране.
Участва в изграждането на редица сгради и съоръжения в София и в останалата част от България, както и в чужбина. Дружеството има повече 70-годишна история и името му е популярно на доста места по света. Много от най-изтъкнатие български архитекти и инженери са работили в „Главпроект“, където са създадавали проектите за някои от най-известните сгради и строежи в България.
В предмета на дейност на компанията са записани научни изследвания, внедряване, проучване и проектиране в областта на териториалното устройство, градоустройство, инженерна инфраструктура и други.